# Борув (Красницький повіт)
Борув (пол. Borów) — село в Польщі, у гміні Аннополь Красницького повіту Люблінського воєводства.
Населення — 463 особи (2011).
У 1975-1998 роках село належало до Тарнобжезького воєводства.

## Демографія
Демографічна структура станом на 31 березня 2011 року:
|          | Загалом | Допрацездатний вік | Працездатний вік | Постпрацездатний вік |
| -------- | ------- | ------------------ | ---------------- | -------------------- |
| Чоловіки | 217     | 42                 | 145              | 30                   |
| Жінки    | 246     | 48                 | 123              | 75                   |
| Разом    | 463     | 90                 | 268              | 105                  |